# Collecte religieuse gouvernementale

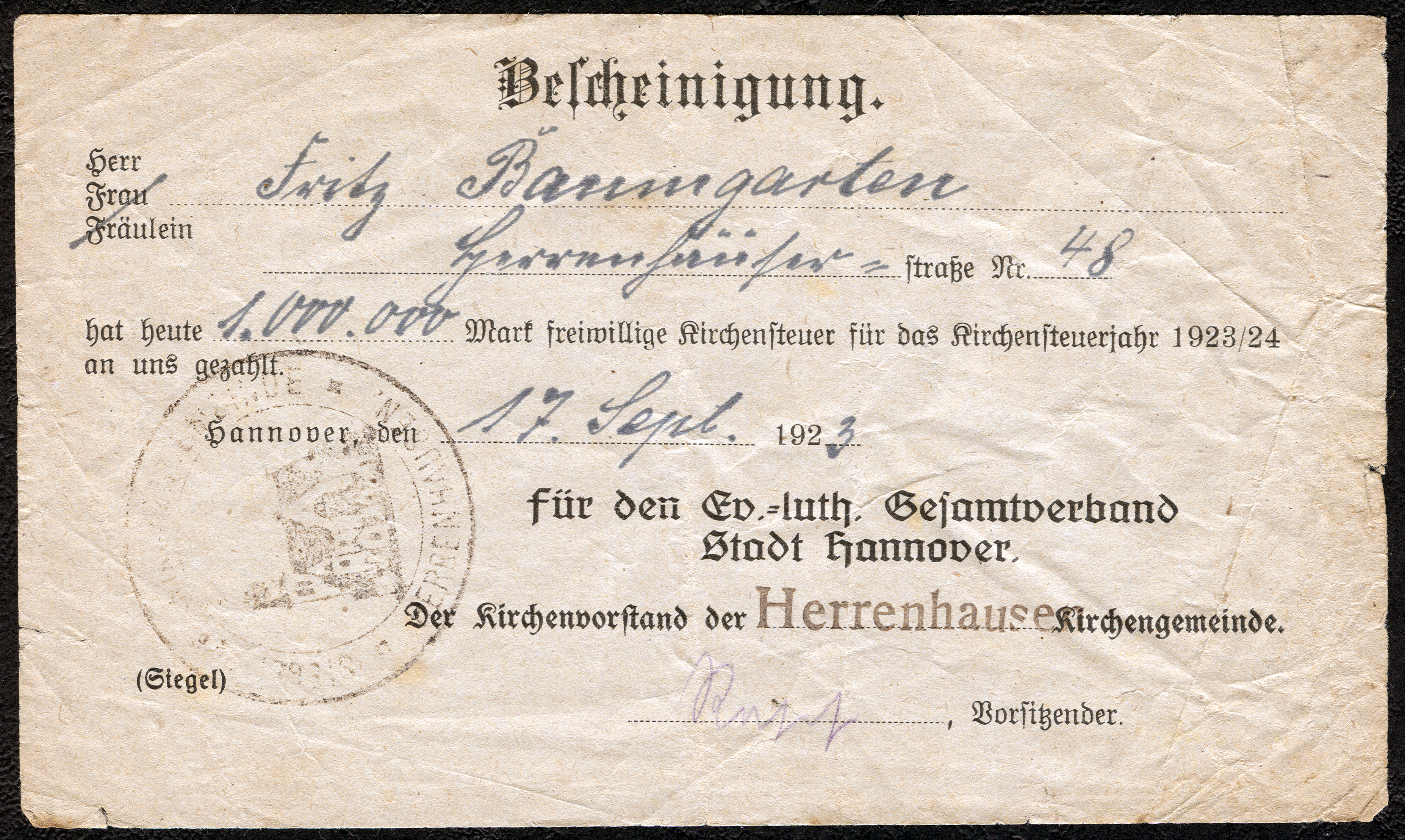
Certificat d'impôt d'église réglé allemand. 1923

Dans certains pays, les Églises, par le biais des pouvoirs publics, demandent à leurs fidèles de payer un impôt religieux,. Cette pratique remonte au Moyen Âge et fut instituée à cause du lien entre l'Église catholique et le pouvoir politique de l'époque. Plus tard, certaines Églises protestantes traditionnelles ont voulu aussi bénéficier du soutien financier du gouvernement. Cet article traite des pays où l'impôt religieux fut exigé puis supprimé et d'autres pays où il est maintenu, principalement en Europe et en Amérique latine. 

## Pays qui imposent toujours

### Allemagne
L’Allemagne perçoit un impôt d’église (en allemand : Kirchensteuer), sur leurs membres pour toutes les religions à statut public qui ont décidé de participer à ce système (avant tout l'Église catholique romaine et l'Église protestante, mais aussi des communautés plus petites; les juifs parlent d'impôt du culte (en allemand : Kultussteuer), mais la méthode de perception est la même). Le montant est d'environ 8 à 9 % de l'impôt sur le revenu, soit généralement entre 0,2 % et 1,5 % du revenu total. Les recettes vont aux religions dont les contribuables sont membres (donc l'impôt effectivement versé - en fonction des revenus - et non pas simplement au prorata). En 1933, Hitler avait mentionné « impôt d’église », ajouté sur la carte officielle des impôts, ce qui signifie que la taxe pouvait être déduite par l'employeur comme l'une des autres taxes.
Certains[évasif] croient que le système de taxation d'église fut établi ou a commencé par le Concordat de 1933 signé entre le Saint-Siège et le Troisième Reich. Il s'agit d'un simple malentendu ou de fausse interprétation de l'article 13 de l'Annexe (le protocole supplémentaire) du Concordat (Schlußprotokoll, § 13). L'article se lit : « Es besteht Einverständnis darüber, daß das Recht der Kirche, Steuern zu erheben, gewährleistet bleibt. », (se référer aux liens externes). Cela se traduit par : Il est entendu que le droit de l'Église de percevoir des taxes reste garanti (se référer aux liens externes). L'impôt d’église (Kirchensteuer) est historiquement lié à la sécularisation des biens des Églises, notamment à la suite du recès de la Diète d'Empire de 1803 et à la nécessité de trouver d'autres moyens de financement. Aujourd'hui, le droit des religions et groupements convictionnels à statut public de percevoir un impôt sur la base des listes fiscales civiles trouve son fondement juridique dans l'article 140 de la Loi fondamentale allemande (la « constitution ») qui rend applicable l'article 137 de la constitution de Weimar; la perception de l'impôt à la source est cependant simplement basée sur les lois des États fédérés en la matière.
L’impôt d’église ou Kirchensteuer est obligatoire en Allemagne pour les membres d'un groupe religieux ou convictionnel de statut de droit public qui a décidé de recourir à cette méthode de financement. Il est déduit au niveau de la paye. On devient membre du groupe selon ses règles internes (pour les Églises chrétiennes par le baptême, un acte de conversion ou un acte de réintrégation). Pour cesser d'être légalement membre du groupe (et donc devoir payer l'impôt), il faut en déclarer la volonté auprès du greffe du tribunal d'instance ou une autorité communale (souvent le bureau de l'état civil), selon l'État fédéré de résidence. La personne est alors rayée des registres de l'Église, son acte de baptême est annoté et elle est en général exclue des actes religieux réservés aux membres (tels que les sacrements ou un enterrement religieux).

### Argentine
L'impôt religieux est toujours exigé au bénéfice de l'Église catholique[réf. nécessaire].

### Autriche
L’impôt pour l’église est obligatoire en Autriche et les catholiques peuvent être poursuivis par l'Église s’ils ne payent pas. Toute personne qui veut arrêter de payer doit déclarer par écrit, dans les locaux du conseil municipal, qu’elle quitte l'Église. Elle est alors rayée des registres de l'Église et ne peut plus recevoir les sacrements. La taxe s'élève à environ 1 % du revenu.

### Danemark
Tous les membres de l'Église du Danemark payent un impôt d’église, qui varie selon les municipalités. La taxe est généralement environ 1 % du revenu imposable.

### Finlande
Les membres des églises d’État payent un impôt d’église de 1 % et 2,25 % du revenu, selon la municipalité. L’impôt d’Église est intégré dans le système national d'imposition.

### Italie
Initialement, le gouvernement italien de Benito Mussolini, dans le cadre du traité de Latran de 1929 avec le Saint-Siège, versait un salaire mensuel aux membres du clergé catholique. Ce salaire fut appelé le congrua. La loi Huit pour mille fut créée à la suite d'un accord, en 1984, entre la République italienne et le Saint-Siège.
En vertu de cette loi italienne les contribuables déclarent que 0,8 % (huit pour mille) de leur impôt va à une confession religieuse ou, à défaut, à un programme d’aide sociale géré par l'État italien . Cette déclaration est faite sur un formulaire IRPEF. Les gens ne sont pas tenus de déclarer un bénéficiaire ; dans ce cas, la loi dispose que ce montant déclaré est réparti entre les bénéficiaires habituels de ces impôts en proportion de ce qu'ils ont déjà reçu de déclarations explicites. Seule l'Église catholique et l'État italien sont agréés pour recevoir cette partie de la taxe.
La dernière déclaration officielle du ministère italien des Finances a fait état, pour l'année 2000, de sept bénéficiaires : l'État italien, l’Église catholique en Italie, l'Église évangélique vaudoise (Waldenses), les communautés juives italiennes, les luthériens, l’Église adventiste du septième jour et les Assemblées de Dieu en Italie.

### Suisse
Il n'y a pas d'église officielle en Suisse, mais l’ensemble des 26 cantons (états) soutiennent financièrement, l'église catholique romaine ou l'église protestante, avec les fonds collectés par l'impôt. Chaque canton a ses propres règlements concernant la relation entre l'Église et l'État. Dans certains cantons, l'impôt d’église (jusqu'à 2,3 %) est volontaire, mais dans d'autres, un individu qui choisit de ne pas contribuer à l'impôt d’église doit formellement quitter l'Église. Dans certains cantons, les entreprises privées ne peuvent pas se soustraire au paiement de l'impôt d’Église.

## Pays qui ont aboli l'impôt religieux

### Angleterre
L'impôt religieux fut aboli en 1977.
Le droit de recevoir les dîmes (tithe) fut accordée aux églises anglaises par King Ethelwulf en 855. La dîme saladine est un impôt royal, mais évalué en utilisant les frontières ecclésiastiques, en 1188. Les dîmes devinrent légales par les statuts de Westminster (en) de 1285. Adam Smith a critiqué le système dans la Richesse des nations (1776), faisant valoir qu’une rente fixe encouragerait les paysans à cultiver plus efficacement. La dissolution des monastères a conduit au transfert de nombreux droits de dîmes de l'église vers les propriétaires laïcs, puis dans les années 1530 à la Couronne. Le système a pris fin avec la loi de commutation des dîmes (en) en 1836, qui a remplacé les dîmes par une contribution foncière décidée par une Commission des dîmes. Les registres de propriétés foncières, ou Fichiers des dîmes (Tithe Files) établis par la Commission sont aujourd’hui une ressource précieuse pour les historiens.
Au départ, le Tithe Commutaton Act réduisit des problèmes des fermiers, (les contribuables du bout de la chaîne) en incluant les dîmes dans leurs fermages. Plus tard, le déclin des grands propriétaires terriens amena leurs locataires (tenants) à devenir eux-mêmes propriétaires fonciers (freeholders (en)) et à avoir de nouveau à payer directement, ce qui conduisit à de nouvelles objections de principe de la part des non-anglicans.
Les contributions versées aux propriétaires fonciers furent converties par la loi de commutation des dîmes (en) en rentes versées à l'État par le biais de la Commission de rachat des dîmes. Les paiements ont été transférés en 1960 au ministère britannique des Contributions directes (Board of Inland Revenue) et, finalement, abolis par la loi de finances de 1977.

### Écosse
L'impôt religieux fut aboli en 2000.
En Écosse, les dîmes (en gaélique écossais : teinds) sont le dixième de certains produits de la terre affecté au maintien de l'Église et du clergé. Lors de la Réforme de l'Église, la plupart des biens ont été acquis par la Couronne, les nobles et les propriétaires fonciers. En 1567, le Conseil privé d'Écosse (en) émit la condition que le tiers des revenus des terres devraient être destinés à payer le clergé de la réforme de Église d'Écosse. En 1925, le système fut remanié par la loi et des dispositions ont été prises pour une normalisation selon une valeur monétaire fixe. La Cour de Session (en) a agi en tant que Cour des dîmes. Les dîmes ont finalement été supprimées par l'Abolition de l'Occupation Féodale (Scotland) Act 2000 (en).

### Espagne
L'impôt religieux fut aboli en 1841.
Tant la dîme (en espagnol : diezmo), une taxe de 10 % sur l'ensemble des productions agricole, qu’une taxe supplémentaire de récolte des « premiers fruits » (primicias), ont été collectées en Espagne pendant la durée de l’époque médiévale et au début des périodes modernes pour le soutien des paroisses catholiques locales. La dîme a traversé l'Atlantique avec l’Empire espagnol, mais les peuples Amérindiens qui ont constitué la grande majorité de la population coloniale de l’Amérique espagnole ont été exemptés du paiement de la dîme sur les cultures comme le maïs et les pommes de terre cultivées pour leur propre subsistance. Après discussions, les Indiens de l'Amérique espagnole coloniale ont été forcés de payer la dîme sur leur production de produits agricoles européens, y compris le blé, la soie, les vaches, les porcs et les moutons. La dîme fut abolie dans plusieurs pays de l’Amérique latine, peu après l'indépendance de l'Espagne (qui a débuté en 1810). Toutefois, les contribuables peuvent encore aujourd'hui choisir de reverser 0,7% de leurs impôts à l'Église catholique, parmi d'autres organisations.

### États-Unis
Avant la constitutions des États-Unis, certains états appliquaient un impôt religieux. Mais le Premier amendement de la Constitution des États-Unis, avec sa Clause d'établissement, a banni cette pratique.

### France
L'impôt religieux fut aboli en 1789.
Le 11 août 1789 fut publié le décret relatif à la suppression de la dîme.
La constitution civile du clergé de 1790 créa un clergé salarié par l'État, salariat qui fut supprimé cinq ans plus tard de manière éphémère par la loi du 3 ventôse an III (21 février 1795) qui précise que la République ne salarie aucun culte. 
Le Concordat de 1801 instaure à nouveau le salariat du clergé, depuis 1905 il ne concerne que l'Alsace-Moselle. 
Les départements-régions d'outre mer ainsi que les collectivités d'outre-mer et la Nouvelle-Calédonie ne sont pas soumise au concordat mais à des décrets particuliers; le conseil constitutionnel confirme le salariat du clergé par la collectivité locale en 2017 pour la Guyane et le conseil d'état en 2005 confirme la possibilité dans ces territoires de subventionner des activités ou des équipements dépendant des cultes.

### Irlande
L'impôt religieux fut aboli en 1869.
Les dîmes ont été introduites après l’invasion normande de l'Irlande (conquête normande) de 1169-1172, et ont été précisées dans la bulle papale comme un devoir:... payée annuellement par chaque maison un salaire d'un penny à St Pierre, et conserver et préserver les droits des églises dans ce pays unis et inviolables. Toutefois, la collecte à l'extérieur de la zone de contrôle Normande fut sporadique.
Lors de la Réforme protestante des années 1500, la plupart des Irlandais ont choisi de rester catholiques et durent payer une dîme évaluée à environ 10 % par zone de production agricole, pour maintenir et financer l’Église d'État en place, l’église anglicane d’Irlande, à laquelle seule une petite minorité de la population était convertie. L’Église presbytérienne d’Irlande et autres minorités, comme les quakers et les Juifs ont été dans la même situation.
La collecte de la dîme a farouchement résisté au cours de la période 1831-36, connue sous le nom de guerre des dîmes (en). Par la suite, les dîmes ont été réduites et intégrées aux loyers avec l'adoption de la loi de commutation des dîmes en 1836. Avec la loi sur la dissolution de l’église d’Irlande en 1869, les dîmes ont été supprimées.

### Mexique
L'impôt religieux fut aboli en 1833 .
En 1833, le président mexicain Gomez Farias, commence une séparation entre l'état et l'église catholique. L’obligation de la dîme est donc supprimée et l’État cesse de nommer les ecclésiastiques. L’Université catholique de Mexico, seule université jusque-là, est fermée et une direction de l’instruction publique est créée.

### Suède
L'impôt religieux fut aboli en 2000.
Jusqu'en 2000, la Suède avait un mandat de collecte de l'impôt d'Église devant être payé par ceux qui appartenaient à l'Église de Suède, et collectait environ 500 millions de dollars annuellement pour l'église. En raison de changements dans la législation, la taxe fut retirée au cours de l'année 2000. Toutefois, le gouvernement suédois a décidé de poursuivre la collecte du paiement annuel auprès des contribuables qui vont toujours à l'église. Mais désormais, la taxe sera une option encadrée à part sur la déclaration d'impôt. Le gouvernement alloue ces fonds recueillis aux confessions catholiques, musulmanes, juives et à d’autres religions comme les luthériens, chaque contribuable choisissant à qui ces taxes doivent aller.